# Maui

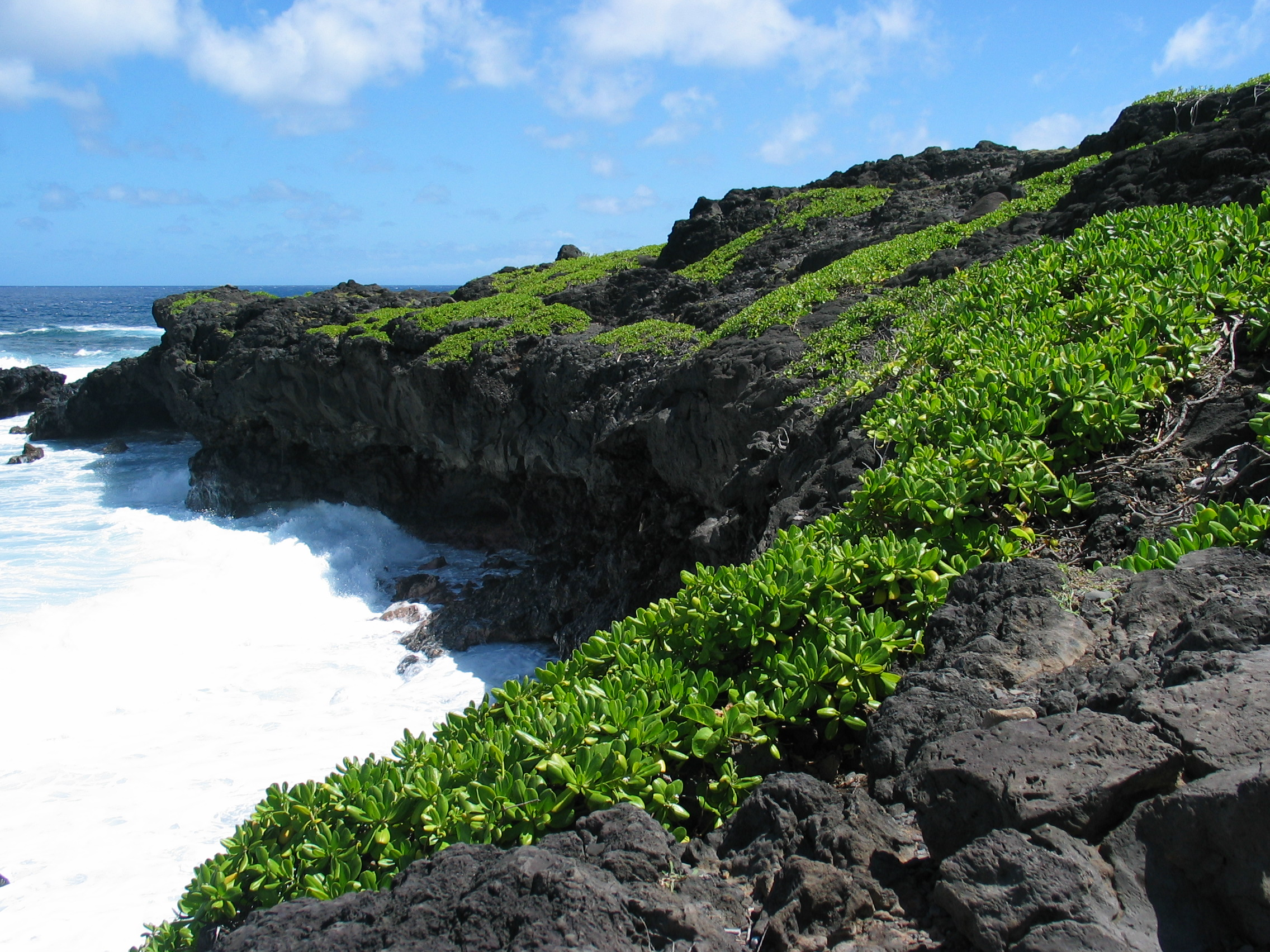
Haleakalā National Park, Kīpahulu region

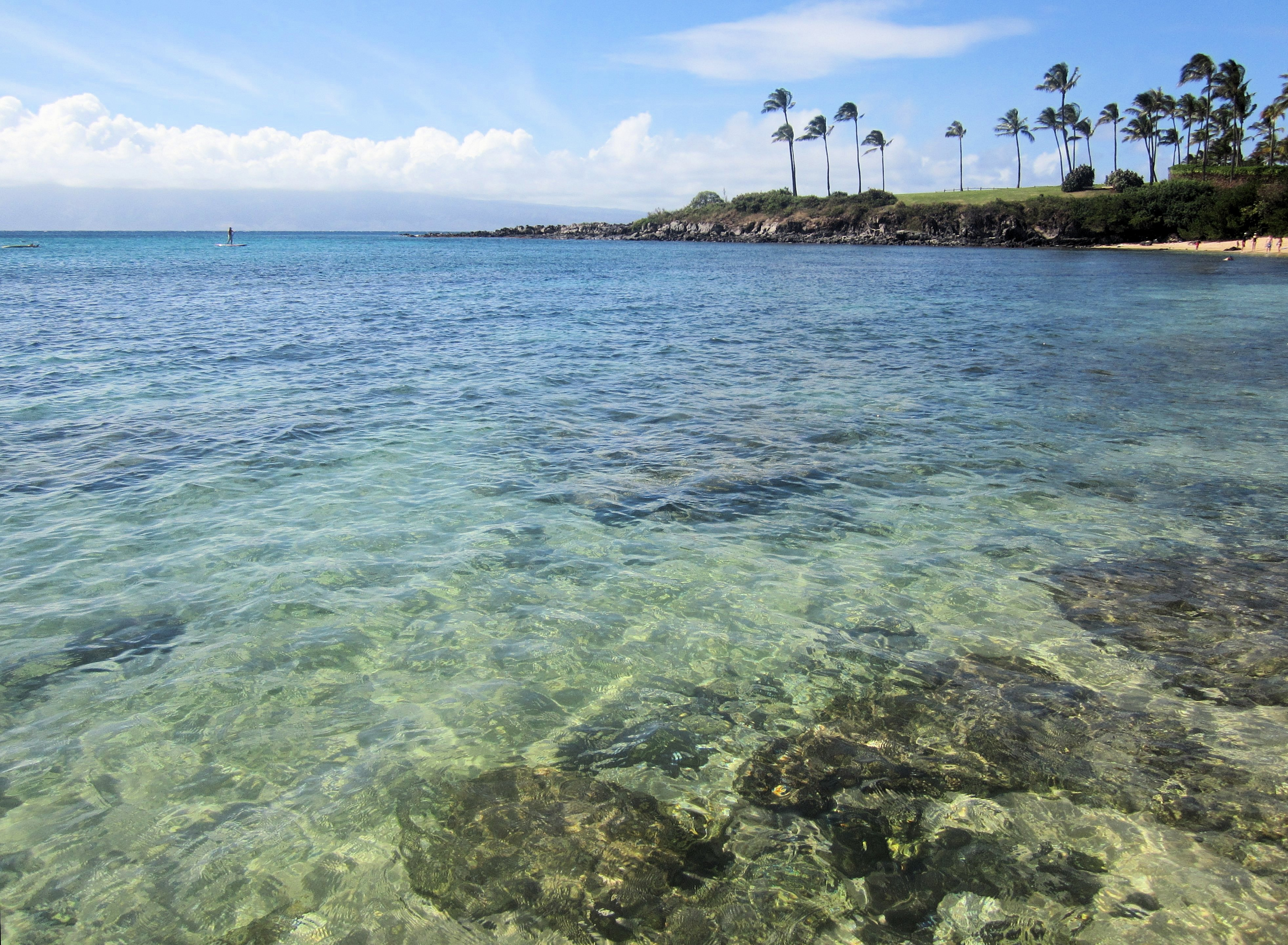
Klares Wasser in der Kapalua Bucht im Norden Mauis

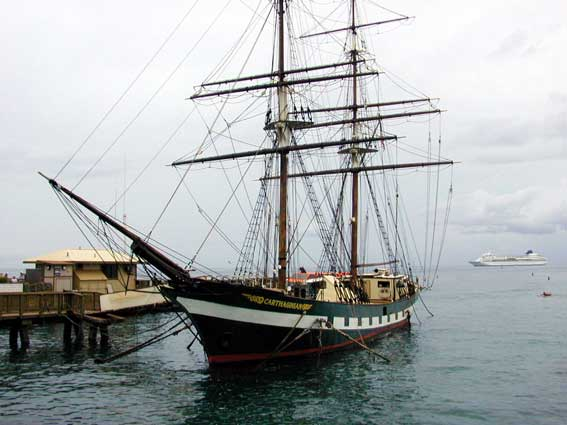
Die Carthaginian II im Hafen von Lāhainā

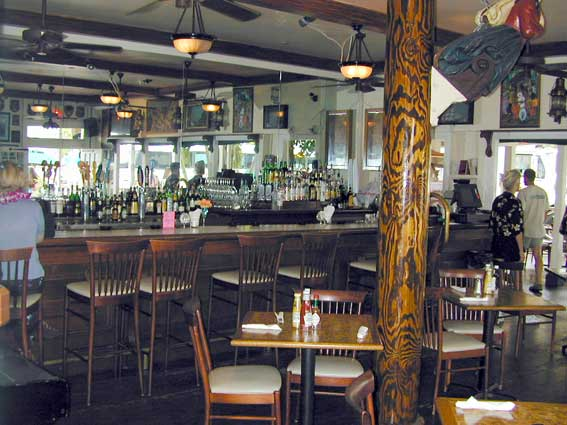
Das Pioneer-Inn, eine über 100 Jahre alte Walfängerkneipe im Hafen von Lāhainā

Maui ist mit einer Fläche von 1883 km² die zweitgrößte Insel des Archipels Hawaii im Pazifischen Ozean. Wegen der durch Erosion entstandenen flachen Landbrücke (Isthmus) zwischen den West Maui Mountains und dem Haleakalā wird Maui auch als „The Valley Isle“ (dt. Tal-Insel) bezeichnet, da die Landbrücke von den beiden Bergregionen aus wie ein Tal aussieht.
Maui gehört zum US-amerikanischen Bundesstaat Hawaii und ist die größte Insel in Maui County. Letzteres umfasst auch die Inseln Lānaʻi, Kahoʻolawe und Molokaʻi. Im Jahre 2010 zählte Maui 144.444 Einwohner und liegt damit hinter Oʻahu und Hawaii (Insel). Die größten Städte auf Maui sind Kahului, Kīhei, Wailuku und Makawao. Maui trägt den Namen des polynesischen Halbgotts Māui – der den Menschen das Feuer brachte. Der Alenuihaha Channel trennt Maui von der Insel Hawaii. Die Stadt Lāhainā wurde im August 2023 durch ein verheerendes Feuer fast vollkommen zerstört.

## Klima
Auf Meereshöhe herrscht in Maui ein über alle Monate des Jahres hinweg stabiles, tropisches Klima. Die Durchschnittstemperaturen liegen im Sommer zwischen 23 und 31 °C, im Winter bei etwa 18 bis 27 °C. Auf dem Gipfel des Haleakalā (3055 m) gibt es in manchen Wintern Schneefall, 2019 erstmals auch in tieferen Lagen. Die Wassertemperatur des Pazifik liegt bei 22 bis 27 °C. Die regenreichste Zeit ist von November bis März. Die jährlichen Niederschlagsmengen variieren aufgrund der Topographie der Insel beträchtlich. So gehört die Gipfelregion der West Maui Mountains mit rund 10.000 mm Niederschlag pro Jahr zu den regenreichsten Orten der Erde, während in Kīhei, das im Regenschatten des Haleakalā liegt, jährlich lediglich 250 mm Niederschlag zu verzeichnen sind. Die Hurrican-Saison in Maui geht vom Spätsommer bis in den Herbst hinein. Der letzte Hurrican „ʻIniki“ (1992) streifte Maui nur. Die weit häufigeren tropischen Winterstürme kommen meist aus südöstlicher Richtung. Solche Stürme werden als Pineapple Express bezeichnet. Maui gilt als Tsunami-gefährdet und verfügt über ein Frühwarnsystem.

## Wirtschaft
Die dominierenden Wirtschaftszweige auf der Insel sind die Landwirtschaft und der Tourismus. Ein großer Teil der fruchtbaren Ebene zwischen der West Maui Mountains und dem Haleakalā wird von Zuckerrohr- und Ananasplantagen genutzt. Allein die Hawaiian Commercial and Sugar betreibt auf Maui Zuckerrohrplantagen mit einer Gesamtfläche von 150 km². Eine Eigenart des Zuckerrohranbaus auf Maui ist das gezielte Abbrennen der Felder kurz vor der Ernte. Die Tradition geht auf einen entlassenen Plantagenarbeiter zurück, der aus lauter Frust die Felder seines Arbeitgebers abbrannte. Als dieser dann die Ernte trotzdem noch einholte, zeigte sich, dass die Ausbeute an Rohzucker höher war als normalerweise üblich. Seitdem gehört die von Einheimischen „Maui Snow“ (Maui-Schnee) genannte Asche zum alltäglichen Bild in den südlich der Zuckerrohrfelder gelegenen Ortschaften, wie z. B. Kīhei. Die einzige große Kaffeefarm „Kāʻanapali“ teilt sich auf mehrere Parzellen und Kaffeehaine auf.
Seit 1974 besteht in Ulupalakua auf Maui das einzige Weingut, die Tedeschi Winery.
Größter Flughafen der Insel ist der Maui Airport in Kahului (IATA-Code: OGG; ICAO-Code: PHOG). Von hier aus gibt es Verbindungen zu den anderen Inseln des Archipels von Hawaii und zum amerikanischen Festland, so zum Beispiel nach Chicago, San Francisco, Los Angeles, Atlanta und Vancouver.

### Forschung
Auf Maui befindet sich auch das Air Force Maui Optical and Supercomputing Site (AMOS). Das dazugehörige Maui High Performance Computing Center (MHPCC) in Kīhei betreibt einige der weltweit schnellsten Computer. Auf dem Haleakalā befindet sich mit dem AEOS-Teleskop (Advanced Electro-Optical System) das größte militärisch genutzte Teleskop der Vereinigten Staaten. Es hat einen Öffnungsdurchmesser von 3,67 Metern und ist als eines der ersten Instrumente seiner Art mit einer adaptiven Optik ausgestattet worden. Diese Technologie ermöglicht die Kompensation des atmosphärischen Flimmerns. Auf dem Haleakalā befinden sich außerdem noch mehrere Teleskope (0,4 bis 1,6 Meter Öffnungsdurchmesser), die im Rahmen des US-amerikanischen Space Surveillance System dazu beitragen, einen Katalog von derzeit rund 13.000 künstlichen Weltraumobjekten zu pflegen. Da der 3055 Meter hohe Gipfel des Haleakalā einer der fünf weltweit wichtigsten astronomischen Standorte ist, befinden sich auch zahlreiche andere Beobachtungsinstrumente hier, so zum Beispiel ein Sonnenobservatorium der Universität von Hawaii.

## Tourismus
Die wichtigsten Touristenzentren auf der Insel sind die Küsten zwischen Lāhainā und Kapalua sowie zwischen Kīhei und Wailea. Zu den Sehenswürdigkeiten der Insel zählen die Road to Hāna im Nordosten, der Kahekili Highway im Norden, der 110 km² große Haleakalā-Nationalpark, das ʻĪao Valley, sowie die Surf- und Windsurfreviere im Norden von Maui (Hoʻokipa, Jaws, Lanes, Spreckelsville, Kanahā). Am gesamten North Shore ist das Windsurfen vor 11 Uhr untersagt. So ist sichergestellt, dass am Vormittag für Taucher, Angler und Schwimmer keine Gefährdung durch das Windsurfen entsteht.

### Haleakalā-Krater

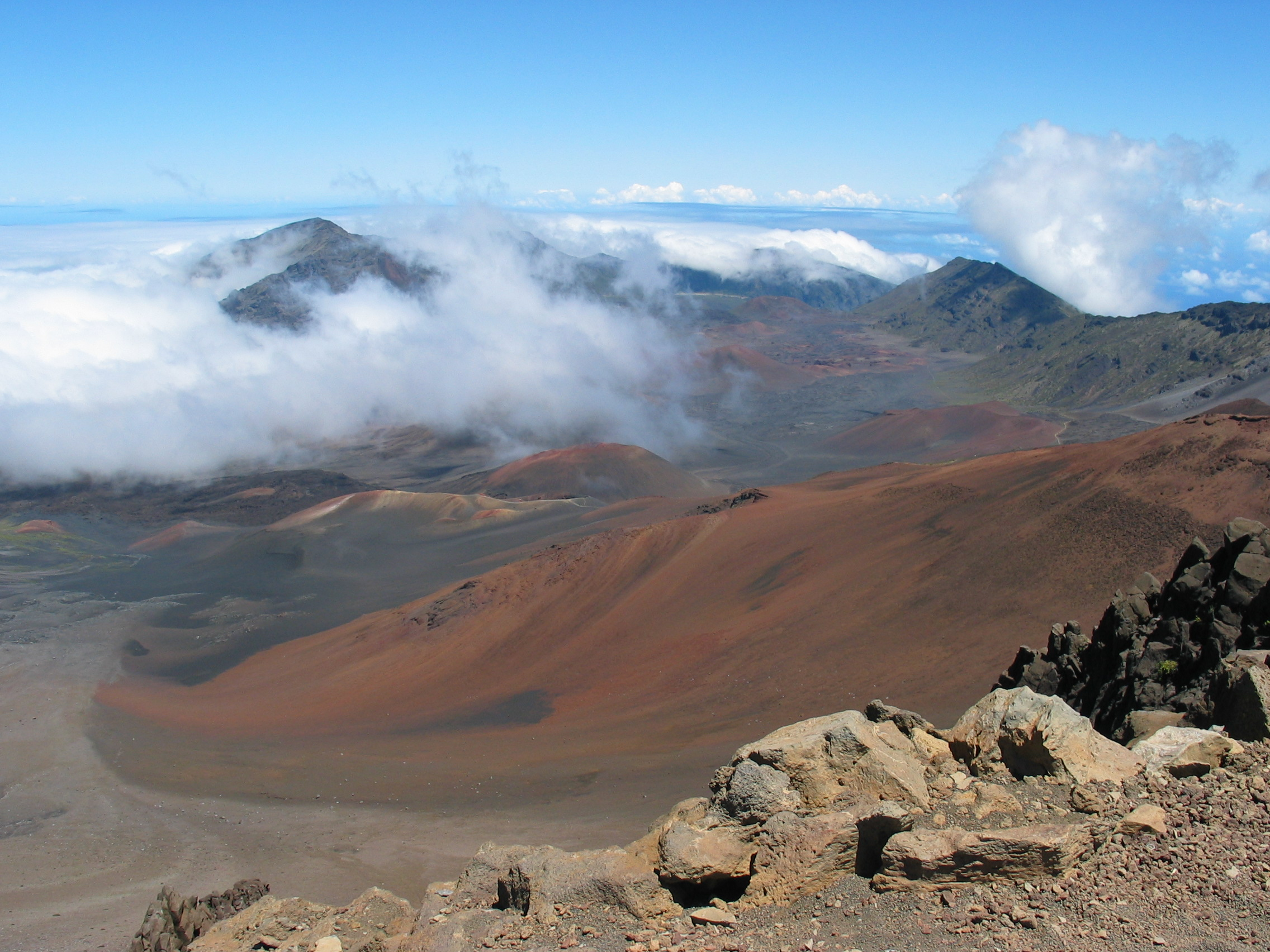
Haleakalā National Park, Gipfelregion

Der Highway 378 schlängelt bis auf etwa 3040 m Höhe auf den Haleakalā im gleichnamigen Nationalpark. Für die von Kahului aus etwa 50 Meilen (80 km) lange Strecke (via Haleakalā Highway 37) benötigt man mindestens 1,5 Stunden. Die Farbenvielfalt des Panoramas wird verursacht durch die je nach Zusammensetzung rot, grün, blau oder gelb schimmernde Lava. Auf Wanderpfaden ist der über 1000 m tiefe Krater gut begehbar. Hier findet man unter anderem die seltene Nēnē und das sehr seltene Silberschwert in einer Unterart, die nur am Gipfel des Haleakalā-Kraters vorkommt. Tagsüber ist der Berg oft in Wolken eingehüllt.

### Straße nachHāna

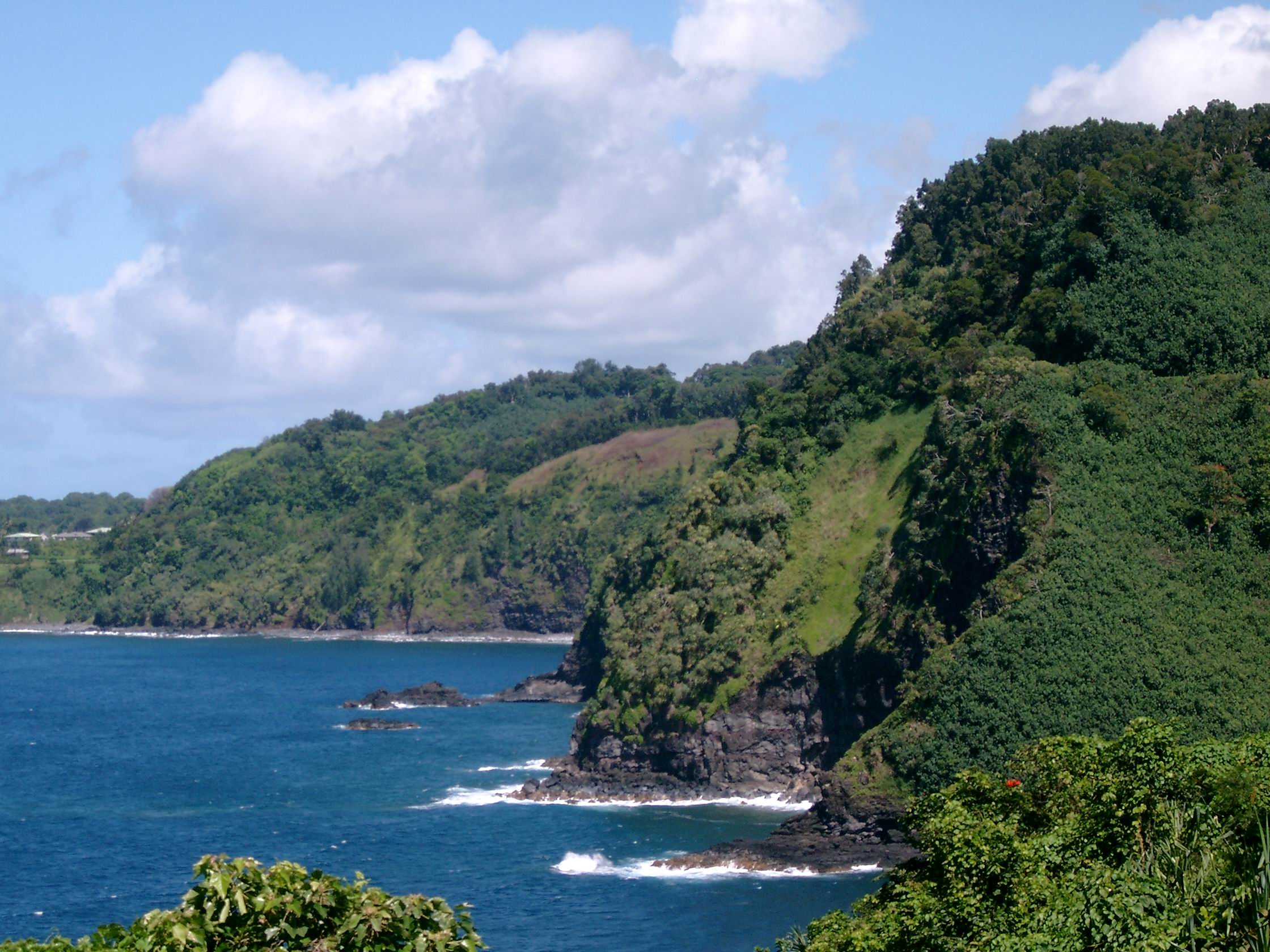
Unterwegs auf der Straße nach Hāna

Die Straße um East Maui, Road to Hāna (Straße nach Hana), führt auf den östlichen rund 50 Meilen über 54 Brücken in eine Regenwaldregion mit zahlreichen Aussichtspunkten und Wasserfällen. Folgt man der teilweise einspurigen Straße nach Kīpahulu, gelangt man nicht nur zum gleichnamigen Teil des Haleakalā-Nationalparks, sondern nach einer weiteren Meile auch zur letzten Ruhestätte des Luftfahrtpioniers Charles Lindbergh in der Nähe der Palapala Hoʻomau Church. Die teilweise fahrerisch anspruchsvolle Straße nach Hana ist eine der größten Touristenattraktionen Mauis.

### Kīheiund die Südküste

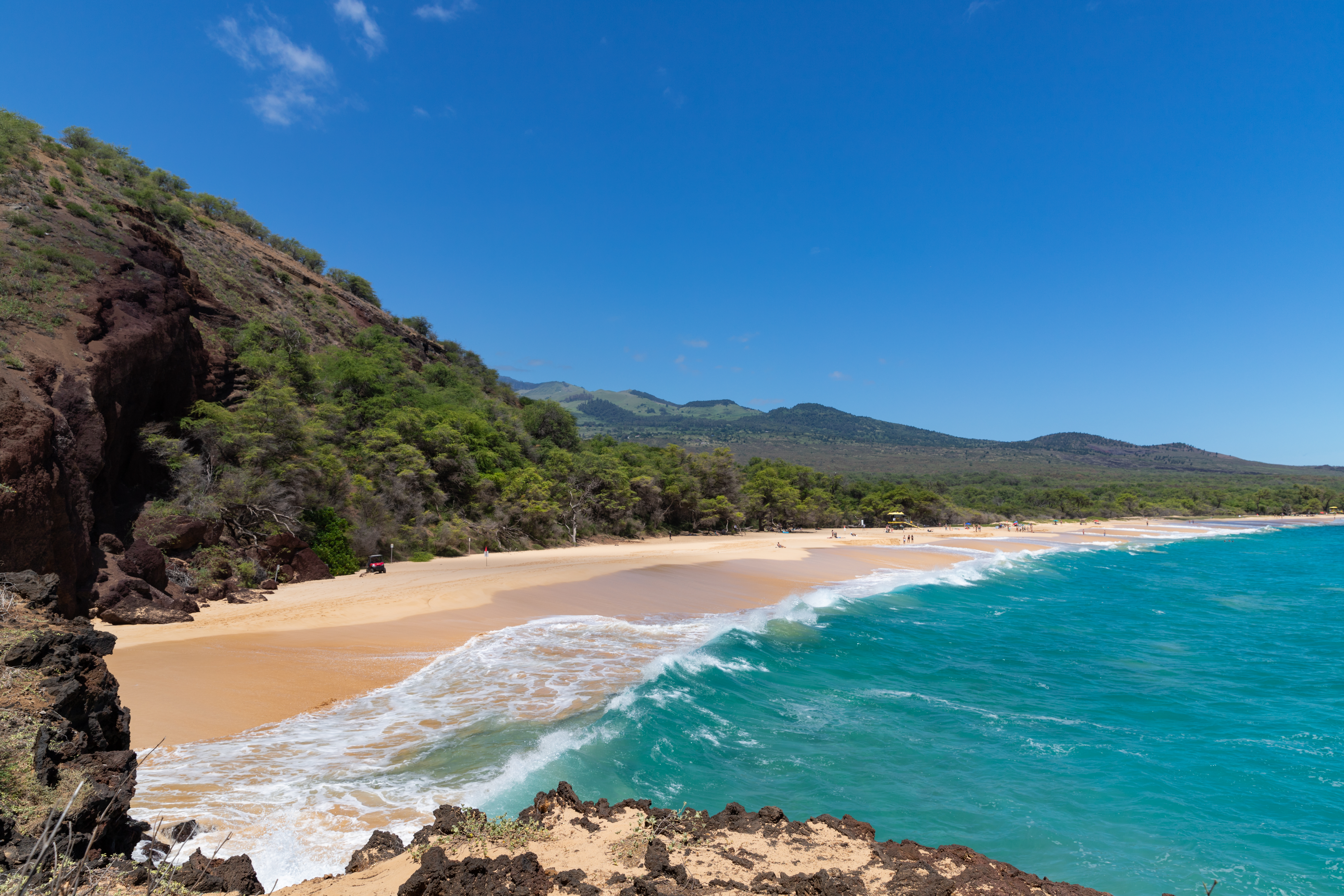
Makena Big Beach in Maui

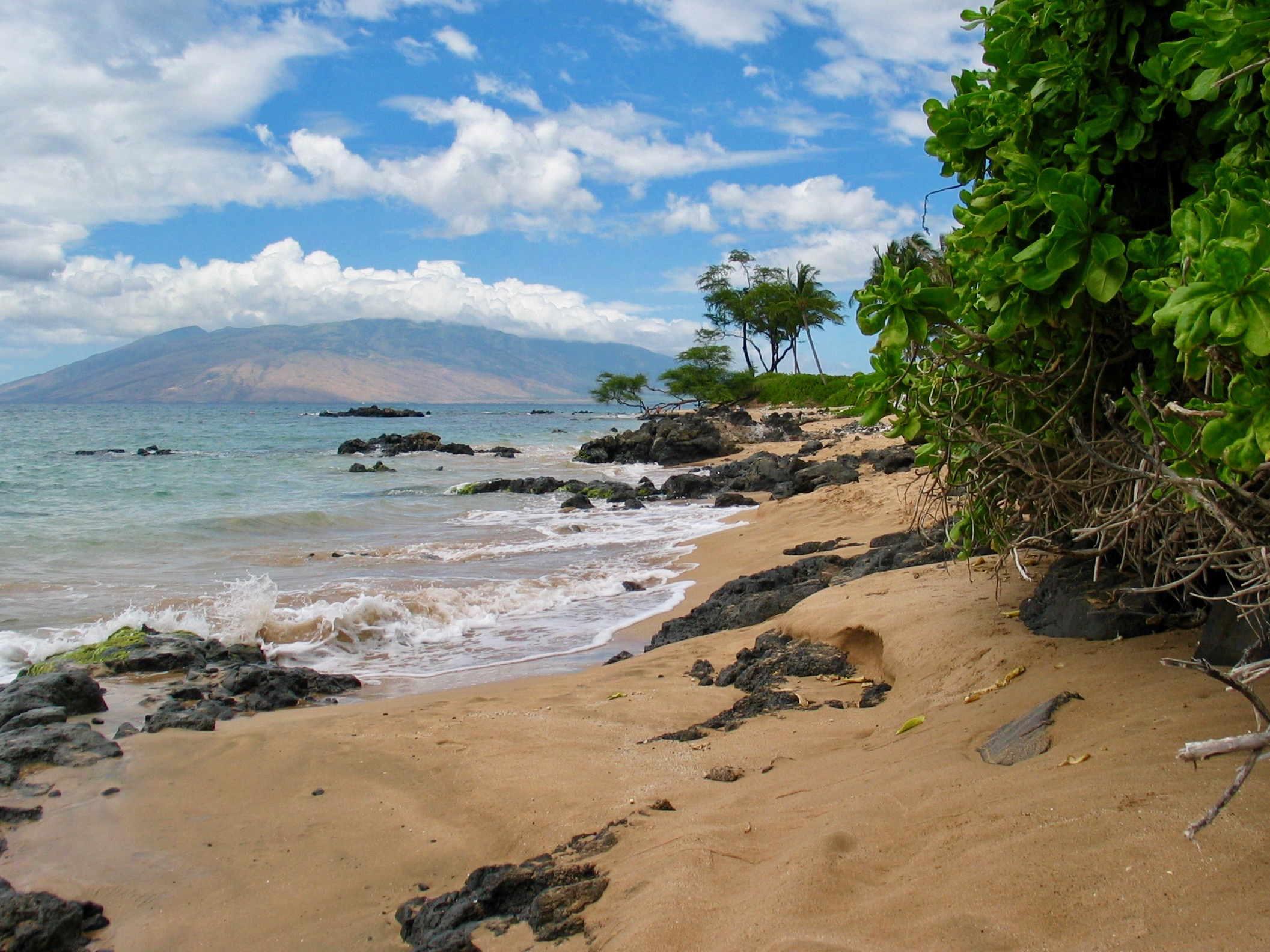
Strand in Kihei

Kīhei, die zweitgrößte Stadt der Insel, liegt im sonnigen Küstenteil an der Māʻalaea Bay. Sie hat sich in letzter Zeit zu einem Ferienzentrum entwickelt. In allen Gewässern um Maui kann man von November bis März Buckelwale beobachten, die hier zur Paarung und zum Kalben überwintern. Besonders die Māʻalaea Bay (nur 15 m tief) ist bei den Walen beliebt (Bester Aussichtspunkt: McGregor Point). Beidseitig der Hauptstraße der South Kīhei Road befinden sich Apartment-Komplexe und Hotels. Noch weiter südlich schließt sich Wailea an, mit luxuriösen Hotels und Golfanlagen. Die Region um Kihei gehört zu den regenärmsten Mauis.

### Lāhainā
Das historische Lāhainā wird jährlich von zwei Millionen Touristen besucht, was rd. 80 Prozent der gesamten Touristenzahl von Maui entspricht. Der Name Lāhainā bedeutet in der hawaiischen Sprache „Gnadenlose Sonne“. Die schöne Lage in Lee (im Westen) der West Maui Mountains veranlassten König Kamehameha I. dazu, von 1820 bis 1845 seinen Hof nach Lāhainā zu verlegen und den Ort zur Hauptstadt des Königreichs Hawai'i zu erklären.
Später wurde dann Lāhainā der wichtigste Walfängerhafen im Pazifik. Blickfang ist der im Jahre 1873 gepflanzte Banyan Baum im Ortszentrum (ein Ficus-Baum, dessen Krone fast einen Hektar Fläche überstreicht). Einige Museen, zum Beispiel das Baldwin Home und der Wo Hing Temple, das Prison, zeugen von der Vergangenheit der ehemaligen Inselhauptstadt. Bis Ende des Jahres 2005 war die Carthaginian II (ein restaurierter Zweimaster) zu einem Museum umfunktioniert; sie wurde am 15. Dezember 2005 ca. eine halbe Meile vor Lāhainā im Meer versenkt und ist seither ein künstliches Riff.
Der Ort wurde im August 2023 durch eine verheerende Feuerwalze fast vollkommen zerstört. Über 100 Menschen fanden den Tod und Tausende wurden obdachlos.

### Pāʻia
In der alten Zuckerrohrstadt (Pāʻia Sugar Mill, 2000 stillgelegt) Pāʻia an der Nordküste der Insel herrschen gute Windsurf- und Surfbedingungen. Das Korallenriff Spartan Reef mit Wassertiefen von 1 Meter bis 30 cm lässt den berühmten North Swell, die Dünung des Nordpazifik, nach einigen tausend Kilometer Reise an diesem Riff zu gewaltigen Wellen (=Surf) auflaufen. Die besonders von den Winterstürmen zwischen Japan und den Aleuten aufgewühlten Wogen brechen mehrmals jährlich, jeweils einige Tage am Northshore mit bis zu 20 m Höhe (Jaws). Durch den Isthmus zwischen den 2000 m hohen West Maui Mountains und dem 3000 m hohen Haleakalā wird der Nord-Ost Passat tagsüber auf 5–9 Beaufort beschleunigt. Dazu kommt auch der Venturi-Effekt des Haleakalā, der an klaren sonnigen Tagen durch aufsteigende warme Luft im Westen wie ein gewaltiger Staubsauger wirkt. Ende März (PWA World Cup) und Anfang November (Aloha Classic) trifft sich die Weltelite der Windsurfer in Hoʻokipa zu den beiden wichtigsten Wave-Regatten.

### ʻĪao Valley

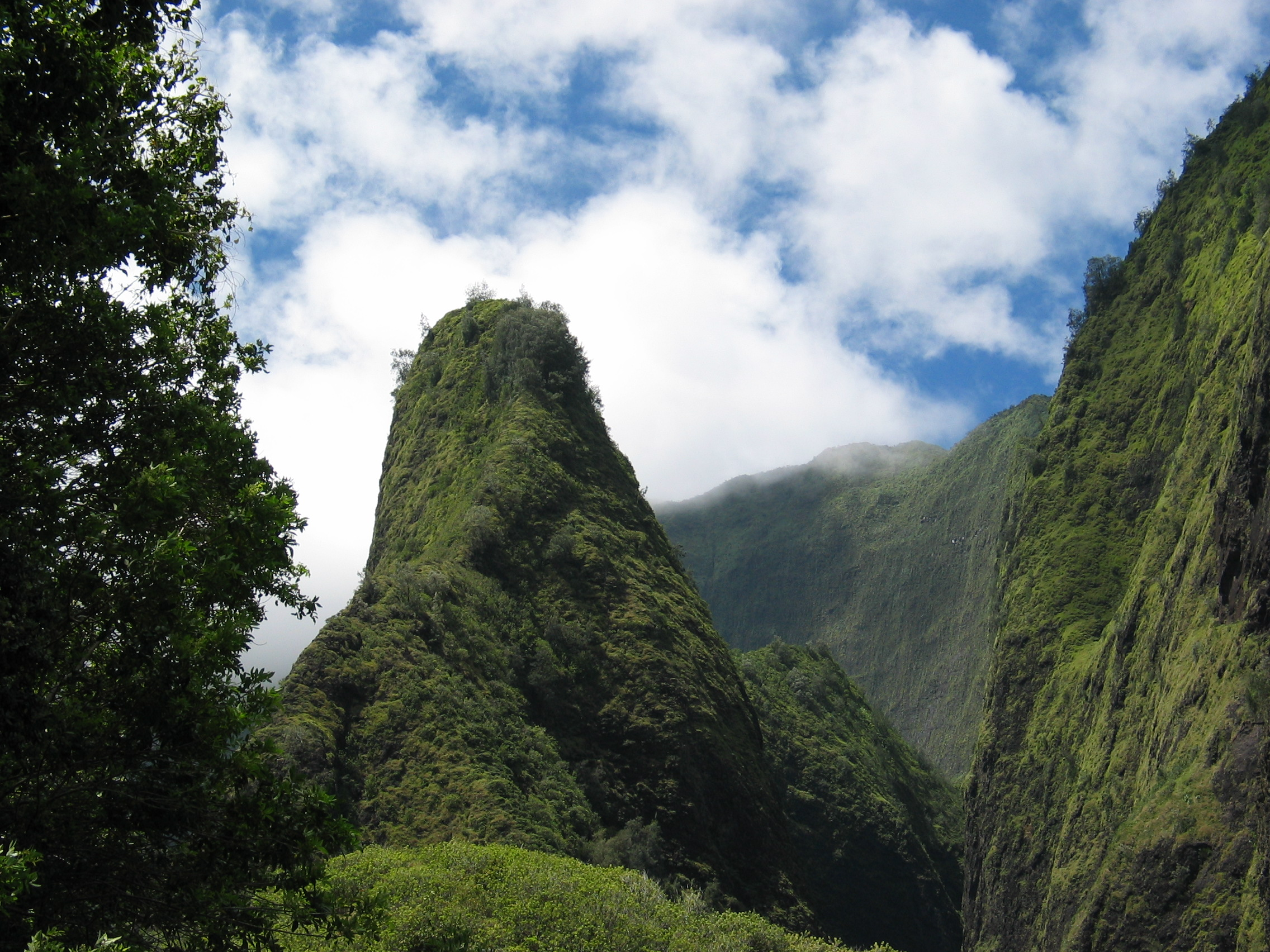
ʻĪao Needle im ʻĪao Valley

Direkt in der Verwaltungshauptstadt des County, Wailuku, beginnend führt die ʻĪao Road in westlicher Richtung als Sackgasse rund 5 Meilen in das ʻĪao Valley. Das Tal wird von den immergrünen Hängen der West Maui Mountains umrahmt. Hier befindet sich der Kepaniwai County Park, eine Gartenanlage mit Pavillons und Bächen.
Am Ende der Straße ragt schließlich das Wahrzeichen des Tales, die 370 m hohe ʻĪao Needle, ein Monolith, überwuchert von üppigem Dschungel, über dem Tal. Schöne Spazierwege führen entlang des ʻĪao River zu einigen Aussichtspunkten.

### Sugar Museum
Das Alexander & Baldwin Sugar Museum in Puʻunēnē zeigt das ländliche Hawaii. Arbeitsgeräte und Fotos aus vergangener Zeit zeigen das Leben auf einer Zuckerrohrplantage.

### Bailey House Museum
Das Hale Hōʻikeʻike at the Bailey House in Wailuku besitzt eine Sammlung von etwa 2000 Objekten sowie über 8000 historischen Fotografien aus der hawaiischen Geschichte und zeigt auch den Einfluss der Missionare. Außerdem gehören ein Archiv, eine Forschungsbibliothek und ein Garten (Chas Fisher Memorial Gardens) zum Museum.

### Maui Tropical Plantation
Diese Baumschule, etwa 4 km südlich von Wailuku, gibt einen Überblick über die Nutzpflanzen der Hawaiischen Inseln.

## Verkehr
Es gibt drei Flughäfen auf Maui. Größter Flughafen der Insel ist der Flughafen Kahului. Von hier aus gibt es Direktflüge zu den anderen Inseln Hawaiis sowie zum nordamerikanischen Kontinent. Außerdem gibt es Fährverbindungen nach Lānaʻi.
Auf Maui gibt es auch ein öffentliches Bussystem („Maui Bus“), welches aus zwölf Linien besteht und hauptsächlich die Orte an der Westseite Mauis bedient.

## Kultur
Zu den größten kulturellen Veranstaltungen der Insel gehören das jährliche Volksfest Maui Fair in Wailuku mit bis über 100.000 Besuchern und die Rodeo-Show Makawao Stampede in Makawao.